# أتمنى (مسرحية)
أتمنى (بالإنجليزية: I wish ) مسرحية من إنتاج قناة فنون، من بطولة عبد الله عبدالرضى وشجون الهاجري وبثينة الرئيسي وغدير السبتي.

## القصة
تحكي المسرحية عن طفلة تواجه مشاكل من أمها وأبيها وذهبت إلى المدرسة في عمر متأخر، وواجهت التنمر من طلاب الفصل، كره المديرة (miss trunchbull) لها نتيجة لأنها ذكية وتلقت الحب من معلمتها (miss honey ) كل حب وتقدير وكانت زميلتها الوحيدة في الفصل (emma) التي رحبت بها وتعرفت عليها والمزيد من ذلك. فكرة المسرحية مستوحاه من فلم (Matilda) ، وبعض الإضافات البسيطة عليها.